# Уильямс, Давид Рис
Давид Рис Уильямс (англ. Dafydd Rhys Williams (Dave Williams)) (род. 16 мая 1954, Саскатун, провинция Саскачеван, Канада) — канадский астронавт.

## Образование
Давид Уильямс вырос в канадской провинции Квебек, где он окончил высшую школу. После школы Уильямс учился в университете Мак-гилл в Монреале. В 1976 году он стал бакалавром биологии. В 1983 году он стал магистром физиологии, доктором медицины и магистром хирургии. В 1985 году окончил обучение на медицинском факультете Университета в Оттаве, в качестве практикующего врача. В 1988 году прошёл обучение в качестве врача неотложной помощи в университете Торонто.

## Полёты в космос
В 1992 году Уильямс был принят в отряд космонавтов Канадского космического агентства. С 1995 года проходил подготовку в НАСА к космическим полётам в качестве специалиста полёта.
Давид Уильямс совершил два космических полёта.
С июля 1998 года по 2002 год Уильямс работал в Космическом центре им. Джонсона в Хьюстоне.
Первый полёт состоялся с 17 апреля по 3 мая 1998 года на шаттле «Колумбия» STS-90, в качестве специалиста полёта. Уильямс участвовал в исследованиях влияния невесомости на мозг и нервную систему человека. Полёт продолжался 15 суток 21 час и 50 минут. Шаттл совершил 256 витков вокруг Земли и преодолел 6,3 миллиона миль. Давид Уильямс стал седьмым гражданином Канады, совершившим космический полёт.
Второй полёт состоялся с 8 августа 2007 по 21 августа 2007 на «Индевор» STS-118, в качестве специалиста полёта. Цель полёта — продолжение строительства Международной космической станции и доставка материалов и оборудования для продолжения работы долговременного экипажа станции. Полет продолжался 12 суток 17 ч 55 мин 34 сек. Во время полёта Уильямс совершил три выхода в открытый космос: 6 часов 17 минут, 6 часов 28 минут, 5 часов 2 минуты.
В апреле 2008 года Уильямс был принят на работу в Университет Макмастера в качестве ученого, где он был директором нового Центра медицинской робототехники Макмастера в Медицинском центре Святого Иосифа в Гамильтоне.
Статистика
| # | Стартовый корабль | Старт, UTC        | Экспедиция   | Корабль посадки | Посадка, UTC      | Налёт                      | Выходы в открытый космос | Время в открытом космосе |
| - | ----------------- | ----------------- | ------------ | --------------- | ----------------- | -------------------------- | ------------------------ | ------------------------ |
| 1 | Колумбия STS-90   | 17.04.1998, 18:18 | STS-90       | Колумбия STS-90 | 03.05.1998, 16:08 | 15 суток 21 час 49 минут   | 0                        | 0                        |
| 2 | Индевор STS-118   | 08.08.2007, 22:36 | STS-118, МКС | Индевор STS-118 | 21.08.2007, 16:32 | 15 суток 21 час 49 минут   | 3                        | 17 часов 47 минут        |
|   |                   |                   |              |                 |                   | 28 суток 15 часов 45 минут | 3                        | 17 часов 47 минут        |

Кроме космических миссий НАСА, в октябре 2001 года участвовал в первой миссии НАСА по операциям в экстремальной окружающей среде (NEEMO).

## Личная жизнь
Уильямс женат, у него двое детей: Эван и Оливия. Увлечения: полёты, подводное плавание, походы, катание на байдарках, каноэ, горные и беговые лыжи.